# ЦСК ВМФ
Центральный спортивный клуб Военно-морского флота (ЦСК ВМФ) — спортивный клуб при Министерстве обороны СССР, позднее России.
В СССР наряду с ЦСКА, ЦСК ВВС и несколькими СКА подчинялся Спортивному комитету Министерства обороны СССР и входил в «физкультурно-спортивное объединение Вооруженных сил». В настоящее время является филиалом ЦСКА.
Спортсмены клуба завоевывали звания олимпийских чемпионов, чемпионов мира, чемпионов Европы и чемпионов страны в парусном спорте, водном поло, академической гребле, гребле на байдарках и каноэ, водно-лыжном спорте. В декабре 2020 года воссоздана мужская команда ЦСК ВМФ-многократный чемпион Советского Союза и чемпион России 1993 года по водному поло. Команда выступает в чемпионате любительской Национальной Ватерпольной Ассоциации.

## Спортивный комплекс ЦСК ВМФ
Комплекс расположен в Москве на берегу Химкинского водохранилища. В состав спортивного комплекса ЦСК ВМФ входят: 50-метровый плавательный бассейн, крытый гребной бассейн, тренажёрные залы силовой подготовки, игровой спортивный зал, крытые теннисные корты, волейбольные и баскетбольные площадки, причалы для стоянки кораблей, катеров и спортивных судов, тренировочная спортивная база в Серебряном бору.